# Jurinella major
Jurinella major là một loài ruồi trong họ Tachinidae.